# Південні Карпати

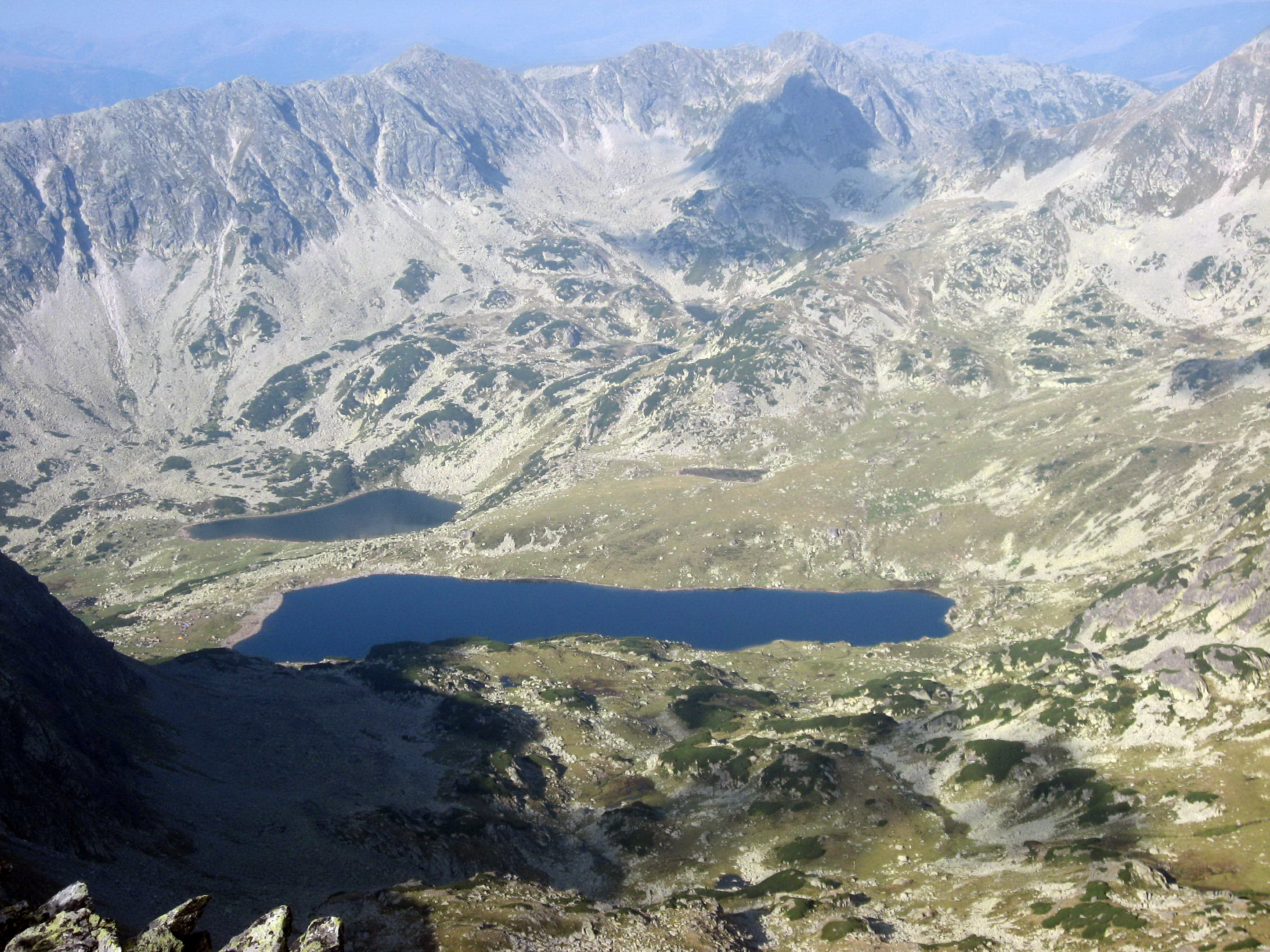
Озеро Букура в горах Ретезат

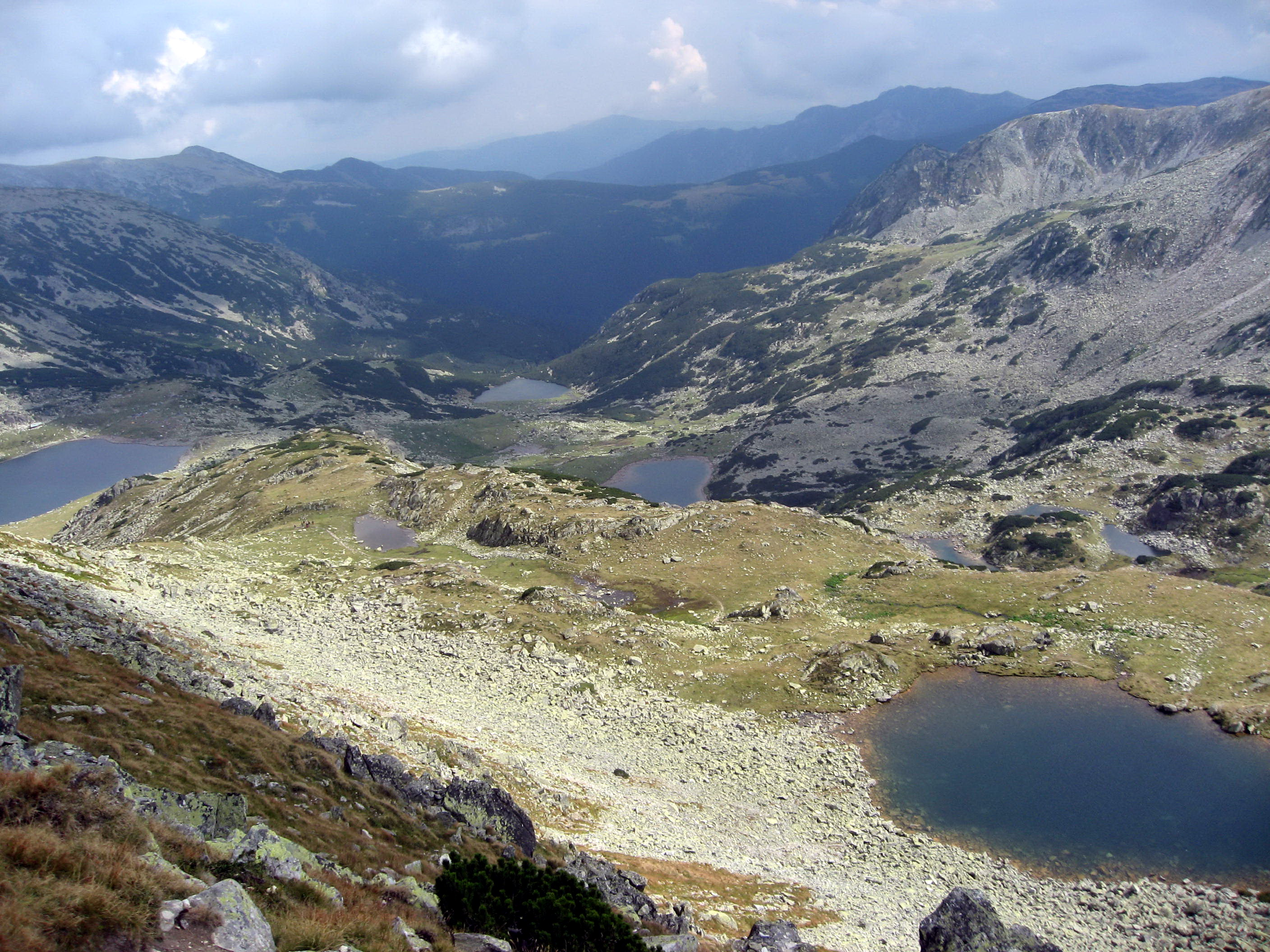
Льодовикове озеро в горах Ретезат

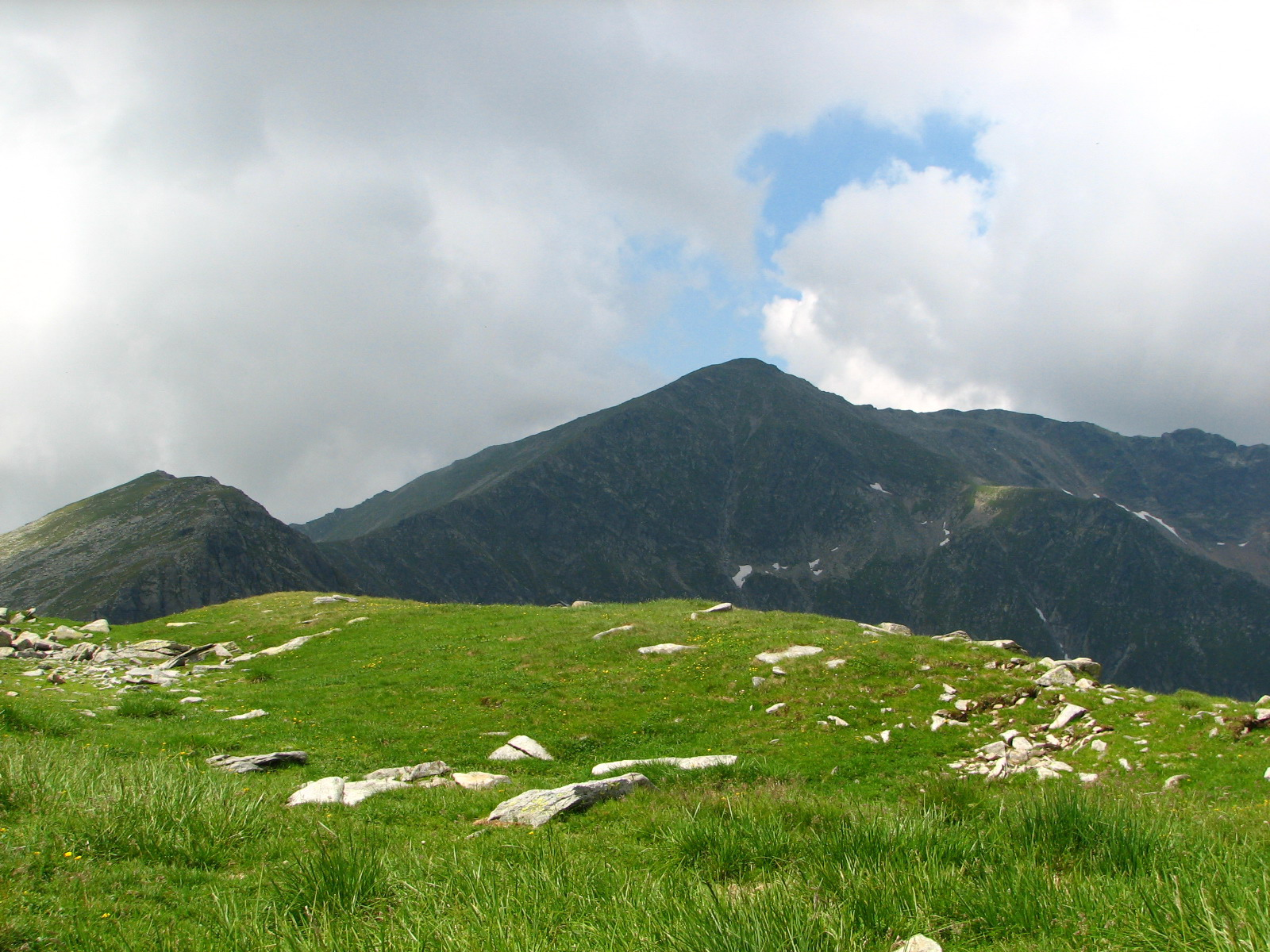
Пейзаж в горах Паринг

Південні Карпати або Трансильванські Альпи (рум. Carpații Meridionali), — частина Карпат в Румунії, між перевалом Передял і ущелиною Залізні Ворота на Дунаї. Довжина складає близько 300 км, висота — до 2 543 м (гора Молдовяну).

## Географія
Природничі межі Південних Карпат — це перевал Предял на сході біля річки Прахова, після якого хребет різко повертає на північ, а на заході — ущелина Залізні Ворота, яке пробили собі води р. Дунай. На північному заході долина річки Муреш відокремлює від Південних Карпат Західно-Румунські гори. Південні Карпати складаються з декількох масивів, часто високогірних: Бучеджь, Годяну, Ретезат, Лотру, Фегераш з піком Молдовяну (2543 м) тощо. На заході до Південних Карпат примикають також Банатські гори. Геологічно складені в основному гранітами, гнейсами, а також пісковиками і вапняками. Вершини зайняті альпійськими луками, які здавна використовували для випасу худоби волохи. Південні схили гір сильно розчленовані долинами численних і досить повноводних річок, приток Дунаю. Серед них: Жиу, Олт, Чорна, Арджеш, Яломіца, Димбовіца тощо, що утворюють великі конуси виносу у передгір'ях і на рівнині. Саме долини річок служать провідником інфраструктури, ними з півночі на південь прокладені залізниці та автотраси. Висотна поясність чітко виражена. До висоти 900–1000 м дубово-букові ліси, до 1700 м хвойні ліси, вище — альпійські луки, чому й одержали назву Трансільванські Альпи. Для захисту природи уряд Румунії створив Національний парк Ретезат, є також кілька заказників-резерватів. У передгір'ях здавна є бальнеологічні курорти. Значний рекреаційний потенціал. Горно-кліматичні курорти Синая, бальнеологічні курорти-санаторії: Келімекешті, Беїле-Еркулане, Беїле-Говора, Беїле-Оленешті.

## Гірські хребти
Зі сходу на захід, можна визначити чотири групи гірських районів, розділені річковими долинами.
- група гір Бучеджі між річками Прахова і Димбовіца
  - Бучеджі
  - Леаоте
- група гір Фегераш
  - Фегераш
  - Езер
  - Пятра Краюлуй
  - Cozia (рум. Munții Cozia)
- група гір Паринг
  - Паринг
  - Șureanu (рум. Munții Șureanu)
  - Cindrel (рум. Munții Cindrel)
  - Лотру (рум. Munții Lotrului)
  - Căpățână Mountains (рум. Munții Căpățânii)
- група гір Ретезат-Годяну
  - Ретезат
  - Годяну
  - Вилкан
  - Мехединць
  - Чорні гори
  - Țarcu